# Midden-Congo
Midden-Congo of Midden-Kongo (Frans: Moyen-Congo) was een Frans koloniaal territorium in Centraal-Afrika. Sinds 1960 is het de onafhankelijke republiek Congo-Brazzaville.
De kolonie Midden-Congo ontstond in 1903, destijds nog als onderdeel van Frans-Congo. In 1906 werd Frans-Congo opgedeeld in twee aparte koloniale territoria, Gabon en Midden-Congo. In 1910 werd de koloniale federatie Frans-Equatoriaal-Afrika opgericht, waarin Midden-Congo een van de vier territoria was. Elk van deze territoria werd bestuurd door een luitenant-gouverneur, die ressorteerde onder de gouverneur van Frans-Equatoriaal-Afrika.
In 1946 werd het een overzees gebied en in 1958 een autonome republiek (de Republiek Congo) binnen de Franse Gemeenschap met de nationalist Fulbert Youlou, een vroegere priester, als premier. In 1960 verkreeg Congo volledige onafhankelijkheid.